# Army Men: Air Attack
Army Men: Air Attack là trò chơi điện tử thuộc thể loại bắn súng góc nhìn thứ ba do hãng The 3DO Company đồng phát triển và phát hành cho hệ máy PlayStation, Windows, riêng trên Nintendo 64 và Game Boy Color thì được đổi tên là Army Men: Air Combat. Game được phát hành tại Bắc Mỹ vào ngày 13 tháng 10 năm 1999. Trò chơi tập trung vào phần không chiến và có cùng nhân vật chính là Đại úy William Blade. Đây là một trong những phiên bản Army Men đầu tiên được 3D engine hỗ trợ với địa hình và đơn vị quân được hiển thị theo thời gian thực.

## Tổng quan
Trong Army Men: Air Attack, đội quân Tan độc ác đang tiến vào lãnh thổ Green. Chỉ có một người có khả năng ngăn chặn bước tiến của chúng: Đại úy William Blade của Phi đội Alpha Wolf. Blade và phi hành đoàn hỗn tạp của anh ta gồm những phi công trực thăng bay trên một trong bốn trực thăng Huey, Chinook, Super Stallion, or hoặc Apache qua 16 nhiệm vụ tàn sát bằng nhựa, trải qua những bối cảnh nguy hiểm như "Backyard" và "Picnic".

## Lối chơi
Quân đội hai phe Green và Tan lại một lần nữa lao vào cuộc chiến mà lần này là bằng không quân. Người chơi có thể chọn một trong các loại trực thăng chiến đấu gồm Huey, Chinook, Super Stallion hoặc Apache. Bên cạnh quân Tan thì người chơi còn phải đương đầu với một bầy côn trùng hung dữ hiếu chiến. Ngoài làm nhiệm vụ, tiêu diệt quân địch ra thì người chơi phải lãnh trọng trách bảo vệ xe tăng, xe tải, máy bay trực thăng khác, kể cả một đoàn tàu chở hàng và một UFO. Ngoài chế độ chơi đơn thì người chơi còn có thể làm việc cùng nhau trong mục chơi cộng tác hoặc chọn chế độ đối đầu với cả phe Green hoặc Tan mà người chơi có thể lựa chọn tùy ý.
Người chơi điều khiển một trong bốn chiếc trực thăng bay qua địa hình hiểm trở của sân sau, khu dã ngoại và bãi biển gần đó, tham gia vào trận chiến Không đối Không và Không đối Đất với kẻ thù từ tàu chiến đến bướm. Họ có thể sử dụng các khả năng độc đáo của từng loại trực thăng vũ trang để tóm lấy những chú Gấu bông khổng lồ, thổi bay lâu đài cát và cứu Sarge khỏi bị bọn trẻ dùng kính lúp làm tan chảy. Nhân vật chính là một phi công của Đội Không kỵ Green tên là Đại úy William Blade. Trò chơi này có hơn 12 nhiệm vụ với ba trực thăng bổ sung để người chơi mở khóa. Chiếc trực thăng đầu tiên là Huey, sau đó là Chinook, Super Stallion và cuối cùng là Apache. Ngoài ra còn có ba phi công phụ để mở khóa. Phi công đầu tiên là 'Woodstock', sau đó là 'Rawhide', tiếp theo là 'Hardcore' và cuối cùng là Trung sĩ Hawk. Đại úy William Blade, chỉ huy của Tiểu đoàn Alpha Wolf mới thành lập, tham chiến chống lại đế chế Tan ở cả thế giới thực và thế giới nhựa. Một phi công phụ mang tên ‘Bombshell’ (được gọi là Felicity trong game) có thể được mở khóa sau khi hoàn thành phần chơi chiến dịch.

## Chuyển thể
Phiên bản chuyển thể dành cho Nintendo 64 là Army Men: Air Combat, giống như Air Attack và Air Tactics cũng tập trung vào một phi công lái trực thăng của phe Green. Phiên bản console này có lối chơi mang hơi hướng arcade nhiều hơn tương tự như Air Attack so với bản Air Tactics trên PC, vốn chẳng có việc hạ cánh hoặc đóng vai trò như một trực thăng vận tải kỵ binh bay thay vì tập trung vai trò chiến đấu của phi công trực thăng. Hay nói cách khác thì cốt truyện trong Air Combat giống như Air Attack ngoại trừ thêm vào một nhân vật mới là viên Trung sĩ Felicity Wannamaker, biệt danh "Tạc đạn" (Bombshell).

## Đón nhận
Phiên bản Nintendo 64 nhận được "đánh giá chung mang tính tích cực" theo trang web tổng hợp kết quả đánh giá Metacritic. Jeff Lundrigan của tờ NextGen nói về phiên bản PlayStation, "Nó có rất nhiều ý tưởng hay và đẹp mắt. Tất cả những gì nó cần là nhiều màn chơi hơn, sự cân bằng lối chơi tốt hơn và nhịp độ nhanh hơn". Tuy nhiên, Pete Wilson của Official UK PlayStation Magazine nói về cùng một phiên bản console, "Xét cho cùng, một vài điểm nhấn tử tế của trò chơi, như khả năng nhặt đồ vật bằng móc câu, chỉ là quá hạn chế để khiến bạn muốn tiếp tục. Hủy nhiệm vụ..."
Four-Eyed Dragon của GamePro nói về phiên bản PlayStation trong một bài đánh giá, "Các học viên mới vào đội có thể thích lối chơi gung-ho đơn giản, hăng hái của Air Attack, không có bất kỳ chiến lược nặng nề nào. Nhưng đối với các vị tướng mong đợi nhiều hơn cho số tiền bỏ ra, Army Men: Air Attack là một cuộc chiến nên được chiến đấu đầu tiên tại cửa hàng cho thuê địa phương". Scary Larry cho biết phiên bản console tương tự "giống như quân dự bị của Quân đội - tốt cho một ngày cuối tuần, nhưng hơi nhàm chán về lâu dài". Vicious Sid đã nói về phiên bản Nintendo 64 trong một bài đánh giá, "Mặc dù các nhiệm vụ Chiến dịch tầm thường và tốc độ chậm gần như cắt đứt đôi cánh của chú chim này, nhưng các trò chơi nhiều người chơi vui nhộn khiến Air Combat trở thành một trò chơi đáng để thuê vào cuối tuần. Nó khó có thể là một luồng gió mới, nhưng những người hâm mộ dòng Strike của EA chắc chắn nên bay trên bầu trời không thân thiện này". D-Pad Destroyer đã nói về phiên bản console tương tự trong một bài đánh giá khác, "Thật vui khi có thể nói rằng Army Men Air Combat là một game hay. Mặc dù không phải là tựa game hay nhất từng có trên N64, nhưng thật dễ dàng để giới thiệu nó cho những người hâm mộ hành động trực thăng và những người đang khao khát một game bắn súng quân sự tử tế trên Fun Machine. Có vẻ như những chú lính nhựa xanh lá cây nhỏ bé ở 3DO cuối cùng đã tìm ra bí quyết để thổi hồn vào đồ chơi". IGN đã ca ngợi mục nhiều người chơi và lưu ý rằng "...Air Attack là một sự đổi mới được đưa vào thể loại bắn súng góc nhìn người thứ ba". GameSpot lưu ý rằng trò chơi "... khiến cho những chú lính nhựa màu xanh lá cây lại có dịp vui chơi thêm lần nữa".